# Alexandre Braga, pai
Alexandre José da Silva Braga (Porto, 14 de Março de 1829 — Porto, 9 de Maio de 1895) foi um poeta e jornalista português.
Irmão do poeta Guilherme Braga, casado com Margarida Rafael e pai do escritor e tribuno republicano Alexandre Braga (filho), Alexandre Braga (pai) foi advogado, orador e filiado no Partido Republicano Português. Fez parte da geração romântica da década de 1850, juntamente com Camilo Castelo Branco.
Cursou Direito na Universidade de Coimbra, onde conviveu com Soares de Passos, tendo sido um dos fundadores da revista O Novo Trovador. Em 1849, foi um dos fundadores da revista portuense Lira da Mocidade e publicou a colectânea de poesias Vozes de Alma, representativa do ideário poético da sua geração, revelando influências de Alexandre Herculano, Lamartine e Victor Hugo, e perpassada dos lugares-comuns da escola literária romântica: o medievismo, o populismo, os ideais da pátria e da liberdade e as queixas do amor ardente.
Em 1856, foi um dos fundadores do jornal político O Clamor Público. Na década de 1850, colaborou ainda em O Bardo e A Grinalda, afastando-se depois da vida literária, para se dedicar às suas funções de advogado e orador.

## Obras publicadas
- Vozes d'alma (1849)
- Discurso pronunciado no comício anti-jesuitico, realizado no Theatro de S. João a 17 de Abril de 1881 (1881)
- Discurso pronunciado no comicio anti-jesuitico realisado no Theatro de Recreios a 7 de Setembro de 1885 (1855)